# Харт, Кевин
Ке́вин Да́рнелл Харт (англ. Kevin Darnell Hart; род. 6 июля 1979) — американский стендап-комик и актёр. Родившийся и выросший в Филадельфии, штат Пенсильвания, Харт начал свою карьеру, выиграв несколько любительских комедийных конкурсов в клубах по всей Новой Англии, кульминацией которых стал его первый настоящий прорыв в 2001 году, когда Джадд Апатоу пригласил его на повторяющуюся роль в сериале «Неопределившиеся». Проект длился всего один сезон, но вскоре он получил другие роли в таких фильмах, как «Бумажные солдаты» (2002), «Очень страшное кино 3» (2003), «Улётный транспорт» (2004), «Микс» (2005) и «Знакомство с Факерами 2» (2010).
Комедийная репутация Харта продолжала расти с выпуском его первого альбома «I’m a Grown Little Man» (2008) и выступлениями в фильмах «Думай, как мужчина» (2012), «Забойный реванш» (2013), «Совместная поездка» (2014) и его продолжение «Миссия в Майами» (2016), «Что случилось прошлой ночью» (2014), «Крепись!» (2015), «Полтора шпиона» (2016), «Тайная жизнь домашних животных» (2016), «Капитан Подштанник: Первый эпический фильм» (2017), «Джуманджи: Зов джунглей» (2017), «Вечерняя школа» (2018) и «Джуманджи: Новый уровень» (2019).
Он также выпустил ещё четыре комедийных альбома: «Seriously Funny» в 2010 году, «Laugh at My Pain» в 2011 году, «Let Me Explain» в 2013 году, и «What Now?» в 2016 году. В 2015 году журнал Time назвал Харта одним из 100 самых влиятельных людей в мире в ежегодном списке Time 100. Он снялся как вымышленная версия самого себя в главной роли «Настоящие голливудские мужья».
В 2017 году Харт запустил сеть Laugh Out Loud Network, сервис потокового видео по подписке в партнёрстве с Lionsgate.

## Ранняя жизнь
Харт родился 6 июля 1979 года в Филадельфии, штат Пенсильвания. Он вырос в семье с одним родителем у своей матери Нэнси Харт, которая была системным аналитиком в Управлении регистрации студентов и финансовых услуг Пенсильванского университета. У него есть один старший брат по имени Роберт. Его отец, Генри Уизерспун, был кокаиновым наркоманом, который большую часть детства Кевина сидел в тюрьме и выходил из неё, и Кевин использовал юмор как способ справиться со своей непростой семейной жизнью. Он христианин. После окончания средней школы Джорджа Вашингтона Харт некоторое время учился в Общественном колледже Филадельфии, а затем бросил учёбу и переехал в Нью-Йорк. Затем он переехал в Броктон, штат Массачусетс, и нашёл работу продавца обуви. Он начал карьеру в стендап-комедии после выступления на любительском вечере в клубе в Филадельфии.

## Карьера

### Стендап
Первое выступление Харта состоялось в доме Лаффа в Филадельфии под именем Lil Kev, которое прошло не очень хорошо. Его карьера начиналась медленно, так как его несколько раз освистывали со сцены, а однажды в него даже бросили кусок курицы. После этих первых неудачных выступлений Харт начал участвовать в комедийных конкурсах по всему Массачусетсу, и зрительские симпатии к его выступлениям со временем улучшились.
Харту потребовалось время, чтобы выработать уникальный комедийный стиль. После раннего периода попыток подражать таким комикам, как Крис Такер, он нашёл свой собственный ритм, углубившись в свою неуверенность и жизненный опыт. «Из-за того, что я делаю, это должно быть открытой книгой», — сказал он. «Но прямо сейчас это книга, которая пишется».
Комедийные туры Харта начались в 2009 году с его выступления под названием «I’m a Grown Little Man», за которым последовали «Seriously Funny» в 2010 году, «Laugh at My Pain» в 2011 году и «Let Me Explain» в 2013 году, два последних из которых также были выпущены в качестве полнометражных фильмов в кинотеатрах. Харт собрал более 15 миллионов долларов за «Laugh at My Pain», что сделало его одним из самых продаваемых комедийных туров года. У Харта также есть игра, доступная через iTunes, под названием «Little Jumpman». Его страница в Facebook, учётная запись Twitter и канал YouTube подключены и доступны через это приложение. Большинство зарубежных поклонников Харта также обнаружили его на YouTube.
9 апреля 2015 года Харт отправился в комедийное мировое турне под названием «What Now?». Тур по центру AT&T в Сан-Антонио, который завершился 7 августа 2016 года в Гражданском центре Колумбуса в Колумбусе, штат Джорджия. 16 июля 2015 года Universal Pictures объявила, что Кевин Харт: «What Now?», комедийный фильм с участием Кевина Харта «What Now? Tour», которое будет театрально выпущено в Соединённых Штатах 14 октября 2016 года. Шоу было снято в прямом эфире 30 августа 2015 года перед 53 000 зрителей на финансовом поле Линкольна в Филадельфии.

### Кино
Харт получил известность благодаря своему появлению в качестве гостя в «Неопределившиеся». Он дебютировал в кино в фильме «Бумажные солдаты». Затем Харт получил дальнейшее признание благодаря другим своим фильмам, таким как франшиза фильмов ужасов, «Улётный транспорт», «Сорокалетний девственник», «Смерть на похоронах» и «Знакомство с Факерами 2». Он отказался от роли в фильме 2008 года «Солдаты неудачи», потому что персонаж гей, сославшись на свою собственную «неуверенность».

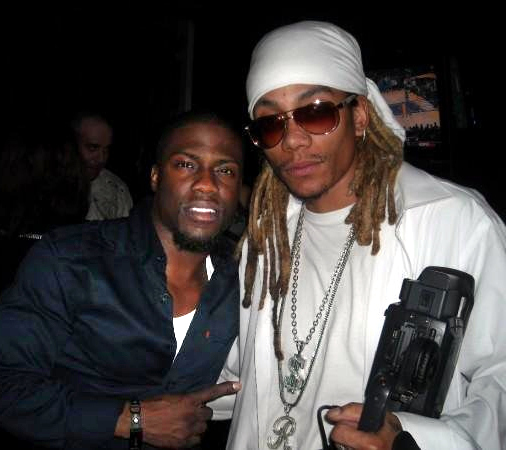
Кевин Харт с режиссёром Чарльзом М. Робинсоном, октябрь 2009

Он сыграл Дуга в фильме «Немножко женаты» (2012) и снялся в фильме «Думай, как мужчина», который имел кассовый успех. Он также появился в сиквеле. У него была эпизодическая роль самого себя в фильме «Конец света 2013: Апокалипсис по-голливудски». В 2013 году Харт сыграл промоутера бокса в «Забойный реванш» и появился в «Стратегия отступления» в роли главного манекена. Он также появился в «Ticking».
В 2014 году Харт снялся в роли Бена в фильме «Совместная поездка», вместе с Ice Cube. Фильм получил в целом негативные отзывы критиков, но имел большой кассовый успех. Харт вернулся в сиквеле «Миссия в Майами», который вышел 15 января 2016 года.
В 2013 году Харт совместно с Крисом Спенсером создал «Настоящих мужей Голливуда». Шоу следует за Хартом вместе с другими женатыми знаменитостями (каждая из которых играет комичную вымышленную версию самих себя) в рамках сериала, в том числе: Борис Коджо, Нелли, Дуэйн Мартин, Джей Би Смув, Ник Кэннон и Робин Тик. Тик не вернулся на второй сезон из-за своей музыкальной карьеры, хотя Харт заявил, что дверь открыта для возвращения Тика. Сериал намеренно снят в стиле, похожем на «Bravo’s The Real Housewifes». Эпизоды часто зависят от отчаянно неудачных попыток «настоящего» Кевина Харта подняться по социальной лестнице голливудских знаменитостей (что всегда приводит к унизительным последствиям) и едва скрытой ревности персонажа к его более успешным друзьям-знаменитостям. Краткий обзор был показан в качестве сегмента во время вручения премии BET Awards 2012, а официальная промоакция была выпущена в октябре 2012 года.
В 2015 году Харт снялся в фильмах «Крепись!» с Уиллом Ферреллом и «Шафер на прокат». В 2016 году он снялся в фильмах «Полтора шпиона» с Дуэйном Джонсоном и анимационном фильме «Тайная жизнь домашних животных». В 2017 году он снялся в фильмах «Капитан Подштанник: Первый эпический фильм» в озвучке и «Джуманджи: Зов джунглей» с Джеком Блэком, Карен Гиллан и снова в команде с Джонсоном.
В 2018 году он снял свой первый фильм под руководством своей продюсерской компании HartBeat Productions «Вечерняя школа». В октябре 2018 года было объявлено, что через свою производственную компанию он подписал контракт с Nickelodeon. В соответствии с соглашением Харт и его компания HartBeat Productions будут разрабатывать и выпускать детский контент в реальном времени, написанный по сценарию для сети. У Харта также есть контракт на первый просмотр фильма с Universal Studios.
В 2019 году был театрально выпущен фильм Харта «1+1: Голливудская история», его первая главная роль в драме. В нём также снялись Брайан Крэнстон и Николь Кидман. Харт также повторил свою роль Снежка в сиквеле «Тайная жизнь домашних животных 2».
В 2021 году Харт снялся в «Отцовство», драме о мужчине, чья жена умирает вскоре после родов, оставляя его одного воспитывать их дочь. Премьера фильма состоялась на Netflix 18 июня 2021 года.
В 2020 году премьера его сериала «Крепкий Харт» состоялась на канале Quibi 20 июля, и первые выходные прошли отлично, сериал транслировали многочисленные домохозяйства. 9 июня мультиплатформенный комедийный бренд ROKU и Харта Laugh рассмеялся над возвращением сериала в Roku со вторым сезоном.
В дополнение к возвращению к своей главной роли, Харт также будет исполнительным продюсером второго сезона; генеральный директор Laugh Out Loud и давний деловой партнёр Харта Джефф Кланаган выступят в качестве продюсера проекта.

### Предстоящие проекты
По состоянию на октябрь 2016 года Харт должен был изобразить Санта-Клауса в фильме «Dashing Through the Snow», запланированном на 2017 год в диснеевском фильме на рождественскую тематику. В октябре 2018 года сообщалось, что Крис Рок будет режиссёром Харта в фильме, основанном на оригинальной идее их обоих. Фильм будет написан чернокожим писателем Ямарой Тейлор, и фильм будет вращаться вокруг отца, который сидит дома и воспитывает детей, в то время как его жена-звезда-генеральный директор служит кормильцем. Мужчина оказывается в эмоциональном и общественном смятении, когда его жена вышвыривает его на обочину, и они вступают в ожесточенную борьбу за развод и опеку. В 2019 году Харт подписал контракт на главную роль и продюсирование «Monopoly», «Black Friday», международной романтической комедии без названия, «Extreme Job» и «Scrooged». Он подписал контракт с Netflix на первый взгляд в январе 2021 года. Харт сыграет главную роль в роли мастера-вора в фильме Netflix об ограблении «Lift» режиссёра Ф. Гэри Грея.

### Laugh Out Loud Productions
В 2017 году Харт основал Laugh Out Loud, глобальную медиа- и продюсерскую компанию, которая предоставляет возможности для лучших комедийных талантов всех национальностей по всему миру. Первоначально сотрудничавший с Lionsgate, Харт стал мажоритарным владельцем в 2019 году после выкупа большей части акций Liongate. LOL охватывает весь спектр медиа-каналов, включая цифровые, аудио, линейные и эмпирические, с четырьмя подразделениями: LOL Network, LOL Studios, LOL Audio и LOL X!
Харт активно расширял охват LOL с момента её основания, заключив партнёрские соглашения с PlutoTV, Roku, Snap, Facebook, Peacock и YouTube, а в 2020 году продлил соглашение своей компании с SiriusXM. Сеть запустила успешные программы, в том числе «Cold as Balls», которые собрали более миллиарда просмотров на YouTube, «Kevin Hart: Lyft Legend», «What the Fit» и «Straight From The Hart». LOL получила множество наград, в том числе номинации и награды от Гильдии продюсеров, премии Critics Choice Awards, Realscreen, Streamy и Webby.
Известная таким контентом, как «Cold As Balls», «What the Fit», «Крепкий Харт» и многим другим, компания собрала более 1 миллиарда просмотров видео на своих цифровых платформах и сотрудничала с такими партнёрами бренда, как AT&T, Headspace, Lyft, Old Spice, P&G, Viacom и другими.

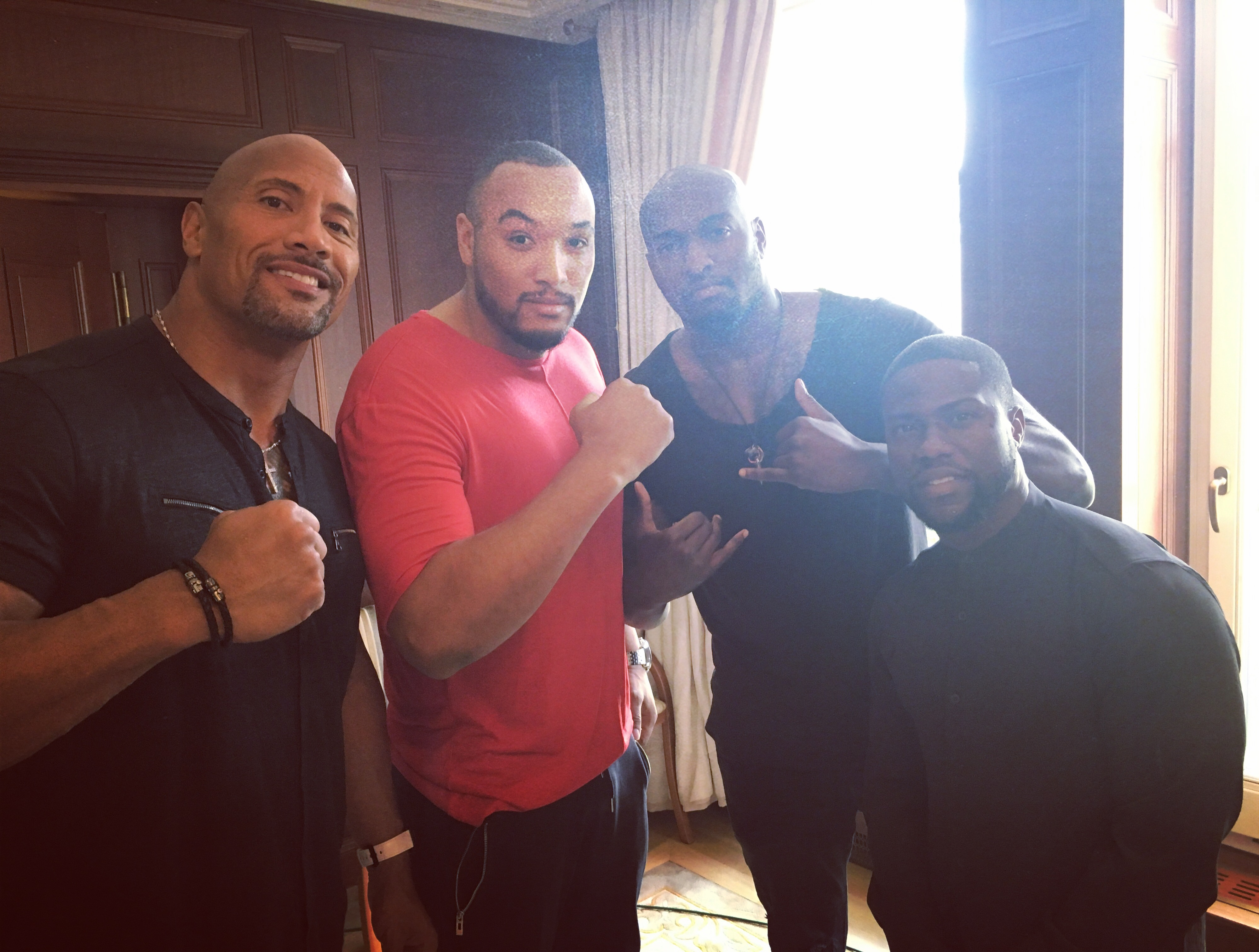
Кевин Харт с Дуэйном Джонсоном и немецким рэпером Альбертом Тровато в Берлине, Германия, июнь 2016 года

### Hosting
Помимо актёрской игры, Харт также принимал участие в различных церемониях. Харт впервые вёл премию BET Awards 2011 года. Затем Харт принимал участие в церемонии вручения премии MTV Video Music Awards 2012 года. Его давний друг Джадд Апатоу, режиссёр, который дал ему первый большой прорыв на экране в сериале «Неопределившиеся», был тем, кто рекомендовал его на эту работу. Харт надеялся, что это продвинет его дальше в качестве ведущего, заявив: «Надеюсь, после MTV, конечно, мы говорим об Эмми, Оскарах, чем угодно». Он был ведущим трёх эпизодов Saturday Night Live. В 2015 году Харт принимал участие в шоу Comedy Central с участием Джастина Бибера. В 2016 году Харт совместно с Дуэйном Джонсоном принимал участие в церемонии вручения премии MTV Movie Awards 2016.
Харт также принимал участие в викторине HQ Trivia и 26 сентября 2018 года вместе со Скоттом Роговски раздал 100 000 долларов 1 человеку, в которой участвовало 699 тысяч игроков.
4 декабря 2018 года Харт был объявлен ведущим церемонии вручения премии «Оскар» в 2019 году. Однако два дня спустя он отказался от обязанностей хостинга из-за негативной реакции на него из-за нескольких гомофобных твитов, которые он опубликовал в период с 2010 по 2011 год. Он охарактеризовал протест как неконструктивный и заявил: «Если вы не верите, что люди меняются, растут с возрастом, я не знаю, что вам сказать». 7 декабря он написал в твиттере извинения перед сообществом ЛГБТК после критики за то, что не опубликовал их накануне. 3 января 2019 года Харт заявил, что собирается пересмотреть свое решение уйти с поста ведущего после того, как комик-лесбиянка Эллен Дедженерес, которая неоднократно вела награждения Академии, выразила ему поддержку в этом и сказала, что связалась с Академией, чтобы спросить, сможет ли Харт отменить свое решение если бы он пожелал, и, по словам Дедженерес, они сказали, что он сможет это сделать. 8 января, после негативной реакции критиков на то, что было воспринято как неискренние извинения, Харт подтвердил, что не будет вести «Оскар». В том году церемония в конечном счёте прошла без ведущего.
9 сентября 2020 года руководители Ассоциации мышечной дистрофии объявили о планах возобновить свой ежегодный телемарафон MDA, перенести его на октябрь 2020 года и назначить Харта своим новым ведущим, взяв на себя обязанности, которые ранее занимал с 1966 по 2010 год комик и бывший национальный председатель MDA Джерри Льюис. Новый двухчасовой телемарафон под названием «Детский телемарафон MDA Кевина Харта» будет транслироваться исключительно через участвующие платформы социальных сетей; мероприятие состоялось 24 октября 2020 года в 8 часов вечера по восточному времени.

### Музыка
Под псевдонимом Chocolate Droppa он подписал контракт с Motown Records и выпустил «Kevin Hart: What Now?» (Микстейп представляет Chocolate Droppa), саундтрек к его одноимённому фильму. Он выпустил синглы «Push It On Me» с участием Трея Сонгза и «Baller Alert» с Migos & T.I.

### Модель
В 2017 году Кевин Харт и Томми Джон снялись в рекламе нижнего белья для Macy's.

## Влияние на творчество
Харт привёл в качестве вдохновителей комедии Билла Косби, Криса Рока, Эдди Мерфи, Джорджа Карлина, Джерри Сайнфелда, Дэйва Шаппелл, Ричарда Прайора, Патриса О’Нила и Кита Робинсона.

## Личная жизнь

### Семейные отношения
Отношения Харта с отцом улучшились после того, как последний оправился от своей зависимости. Харт сказал: «Мой отец сказал, что я должен был принимать наркотики. Я такой: „Папа, заткнись“, но потом я подумал об этом, и это было глупо, но имело смысл. Он говорил, что, по сути, он был моим примером того, чтобы никогда не идти по этому пути».
Харт также рассказывает о своей матери в своём выступлении, изображая её любящей, но пугающей женщиной. Она умерла от рака в 2007 году.

### Браки
Кевин и Торрей Харт подали на развод в феврале 2010 года, сославшись на непримиримые разногласия. Харт запросил совместную опеку над их двумя детьми, дочерью Хевен Ли, родившейся 22 марта 2005 года, и сыном Хендриксом, родившимся 8 октября 2007 года. Развод был завершён в ноябре 2011 года.
18 августа 2014 года Харт сделал предложение Энико Пэрриш. Они поженились 13 августа 2016 года недалеко от Санта-Барбары, штат Калифорния.
Их сын родился 21 ноября 2017 года. 15 декабря 2017 года Харт публично признался, что изменял своей жене, когда она была беременна их сыном. Их второй совместный ребёнок, дочь, родилась 29 сентября 2020 года.

### Покер
Кевин Харт играет в покер примерно с 2010 года, участвуя в крупных турнирах, таких как WSOP, обналичив в одном турнире 4783 доллара в 2014 году. Он также играет в кэш-игры, подобные тем, которые организует PokerStars, и фактически стал послом их бренда в 2017 году. Как таковой, он был показан в рекламных кампаниях PokerStars и рекламном контенте вместе с Усэйном Болтом.
По состоянию на сентябрь 2020 года Кевин Харт заработал 47 828 долларов наличными в живых турнирах.

### Юридические вопросы
Харту было предъявлено обвинение 14 апреля 2013 года по подозрению в вождении в нетрезвом виде после того, как его чёрный «Мерседес» чуть не столкнулся с автоцистерной на автостраде Южной Калифорнии. Харт провалил полевой тест на трезвость и был арестован за вождение в нетрезвом виде. 5 августа 2013 года Харт был приговорён к трём годам условно после того, как не признал себя виновным по одному пункту обвинения в вождении в состоянии алкогольного опьянения.

### Автомобильная авария
1 сентября 2019 года Харт был пассажиром «Плимут Барракуда» 1970 года выпуска, который съехал с Малхолландского шоссе и скатился с насыпи близ Калабасаса, штат Калифорния. Как сообщается, он и водитель получили «серьезные травмы спины» и были доставлены в разные больницы. Харт был выписан из больницы десять дней спустя и продолжил восстановление в реабилитационном центре.

## Фильмография
| Год  |    | Русское название                             | Оригинальное название                 | Роль                |
| ---- | -- | -------------------------------------------- | ------------------------------------- | ------------------- |
| 2000 | с  | Неопределившиеся                             | Undeclared                            | Luke                |
| 2002 | ф  | Бумажные солдаты                             | Paper Soldiers                        | Шайн                |
| 2003 | ф  | Очень страшное кино 3                        | Scary Movie 3                         | Си Джей             |
| 2003 | с  | Смерть династии                              | Death of a Dynasty                    | Пи Ди́дди            |
| 2004 | ф  | Улётный транспорт                            | Soul Plane                            | Нишон Уэйд          |
| 2005 | ф  | Сорокалетний девственник                     | The 40-Year-Old Virgin                | Smart Tech Customer |
| 2005 | ф  | Микс                                         | In the Mix                            | Баста               |
| 2006 | ф  | Очень страшное кино 4                        | Scary Movie 4                         | Си Джей             |
| 2007 | ф  | Очень эпическое кино                         | Epic Movie                            | Сайлас              |
| 2008 | ф  | Золото дураков                               | Fool’s gold                           | Биг Банни           |
| 2008 | ф  | Супергеройское кино                          | Superhero Movie                       | Трей                |
| 2008 | ф  | Экстремальное кино                           | Extreme Movie                         | Бэрри               |
| 2008 | ф  | Знакомьтесь: Дэйв                            | Meet Dave                             | Номер 17            |
| 2008 | ф  | Школа выживания                              | Drillbit Taylor                       | продавец в ломбарде |
| 2010 | ф  | Смерть на похоронах                          | Death at a Funeral                    | Брайан              |
| 2010 | ф  | Знакомство с Факерами 2                      | Little Fockers                        | Луис                |
| 2011 | ф  | Тридцатипятилетние                           | 35 and Ticking                        | Сливон              |
| 2011 | с  | Американская семейка                         | Modern Family                         | Андрэ               |
| 2012 | ф  | Немножко женаты                              | The Five-Year Engagement              | Дуг                 |
| 2012 | ф  | Думай, как мужчина                           | Think Like a Man                      | Седрик              |
| 2013 | ф  | Очень страшное кино 5                        | Scary Movie 5                         | Си Джей             |
| 2013 | ф  | Конец света 2013: Апокалипсис по-голливудски | The End of the World                  | в роли самого себя  |
| 2013 | ф  | Забойный реванш                              | Grudge Match                          | Данте Слейт-мл.     |
| 2013 | ф  | Кевин Харт: Дайте объяснить                  | Kevin Hart: Let Me Explain            | в роли самого себя  |
| 2014 | ф  | Что случилось прошлой ночью                  | About last night                      | Берни               |
| 2014 | ф  | Совместная поездка                           | Ride Along                            | Бен Барбер          |
| 2014 | ф  | Школьные танцы                               | School Dance                          | Оу Джи Лил          |
| 2015 | ф  | Шафер напрокат                               | The Wedding Ringer                    | Джимми Каллахан     |
| 2015 | ф  | Крепись!                                     | Get Hard                              | Дарн Эл             |
| 2016 | ф  | Миссия в Майами                              | Ride Along 2                          | Бен Барбер          |
| 2016 | ф  | Полтора шпиона                               | Central Intelligence                  | Келвин              |
| 2016 | мф | Тайная жизнь домашних животных               | The Secret Life of Pets               | кролик Снежок       |
| 2017 | ф  | Джуманджи: Зов джунглей                      | Jumanji: Welcome to the Jungle        | Мус Финбар          |
| 2018 | ф  | 1+1: Голливудская история                    | The Upside                            | Делл Скотт          |
| 2018 | ф  | Вечерняя школа                               | Night School                          | Тэдди               |
| 2019 | мф | Тайная жизнь домашних животных 2             | The Secret Life of Pets 2             | кролик Снежок       |
| 2019 | ф  | Форсаж: Хоббс и Шоу                          | Fast & Furious Presents: Hobbs & Shaw | Динкли              |
| 2019 | ф  | Джуманджи: Новый уровень                     | Jumanji: The Next Level               | Мус Финбар          |
| 2023 | с  | Крепкий Харт                                 | Die Hart                              | В роли самого себя  |
| 2021 | ф  | Отцовство                                    | Fatherhood                            | Мэттью Логлин       |
| 2021 | с  | Реальная история                             | True Story                            | Кид                 |
| 2022 | мф | Суперпитомцы                                 | Super-Pets                            | Эйс                 |
| 2022 | ф  | Человек из Торонто                           | The Man from Toronto                  | Тедди Джексон       |
| 2022 | ф  | Время для себя                               | Me Time                               | Сонни Фишер         |
| 2023 | ф  | Крепкий Харт. Фильм                          | Die Hart                              | Кевин Харт          |
| 2024 | ф  | Воздушное ограбление                         | Lift                                  | Сайрус              |
| 2024 | ф  | Бордерлендс                                  | Borderlands                           | Роланд              |